# Chinos (juego)

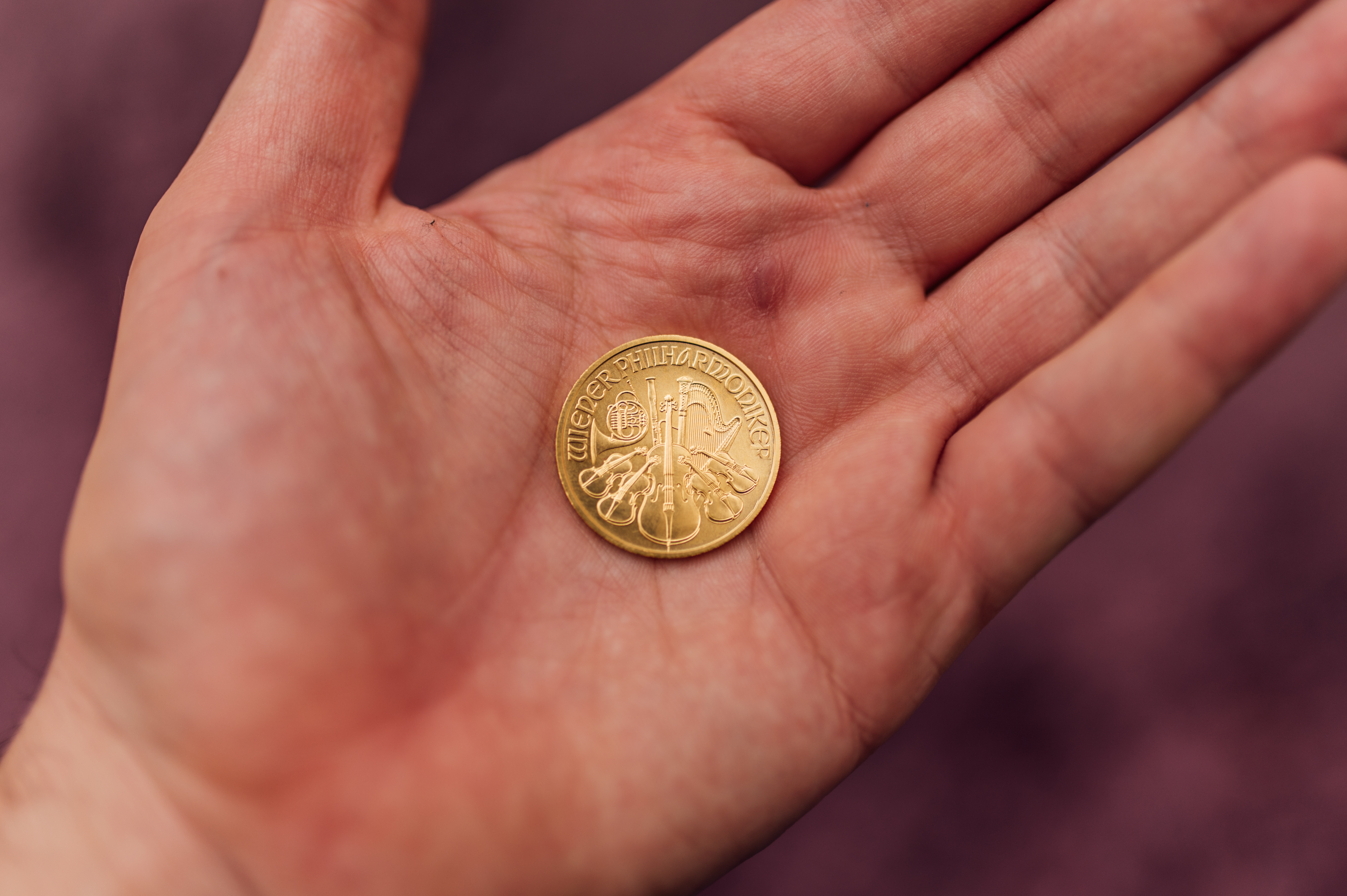
Esta imagen muestra un ejemplo de cómo se juegan los chinos, con 0, 1, 2 o 3 monedas sobre la palma de la mano.

Los chinos es un juego de estrategia que consiste en intentar adivinar el número total de monedas que varios jugadores (al menos dos) guardan en su mano cerrada. Se utilizan tres monedas por jugador y se pueden sacar 0, 1, 2 o 3 monedas. El juego se usa típicamente como fórmula de echar a suertes para decidir quién paga la consumición en un bar o cosas por el estilo.

## Historia
El nombre proviene probablemente de chinas, piedras de muy pequeño tamaño.
Según una teoría, el juego pudo haber sido inventando por Felipe Valdeón Triguero, pastor de Bercianos del Real Camino, provincia de León, en 1787. Según se cuenta en dicho pueblo, estando una tarde al cuidado del ganado en compañía de otros pastores, a Felipe se le ocurrió la idea de coger unas piedras del suelo invitando a la vez al resto de pastores a que hiciesen lo mismo y a adivinar, con la mano cerrada en un puño, cuántas piedras tenían entre todos sin repetir el número; con el tiempo y la transhumancia el juego se habría ido conociendo por gran parte de la geografía española.

## Cómo se juega
Las reglas de salida y evolución de la partida se consensúan entre todos los jugadores, de modo que las partidas pueden ser 'a la caída' (el que gana se retira hasta que sólo queda un perdedor), pueden ser a un marcador de 3 (el que gana 3 se retira hasta que sólo queda un perdedor), etc.
En cada ronda cada jugador guarda a escondidas entre ninguna y 3 monedas en su mano, que a continuación muestra cerrada al resto de jugadores, con el brazo estirado delante de sí. Entonces cada jugador por turno dice una cifra, intentando adivinar cuantas monedas suman todas las manos. Normalmente no se puede repetir una cifra ya dicha por otro. A continuación se abren las manos y se determina quién ha acertado, y se pasa a la siguiente ronda.
Existen variantes en la forma de juego, pero lo habitual es rotar los turnos en sentido contrario a las agujas del reloj, en la primera ronda no se permiten 'blancas' (es decir ninguna moneda), no se puede mentir (p. ej sacar 3 monedas y decir 'dos'), etc.